# Adam Trajan
Adam Trajan Benešovský, též Trojan, zkratka A. T. B., (1586, Benešov – 1650, Drahovce) byl český kazatel a spisovatel.

## Život
Roku 1609 bakalář pražské univerzity, studoval bohosloví. Roku 1611 byl správcem školy v Bělé pod Bezdězem, od Havla téhož roku u sv. Klimenta na Novém městě pražském, od Jiří 1612 byl konrektorem v Chrudimi, od Havla správcem školy u sv. Václava na Novém Městě pražském, po roce se stal správcem školy ve Vimperku. Dne 29. dubna 1615 byl v Praze ordinován na kněze a stal se kaplanem Matěje Etesia v Čechticích. Roku 1617 se oženil jako církevní správce v Kraselově s Evou Urticovou ze Sušice, později byl povolán k církevní správě do Vimperka, odkud byl vypovězen 11. června 1621, když odmítl výzvu, aby se zřekl Kalvínova učení. Vimperk opustil 14. června, zdržel se krátce v Kašperkých Horách, pak odešel do exilu do Uher, kde mu různá města (která uvádí ve spisech Exilium a Saluberrimae Pistinienses Thermae) poskytla útočiště a podporu. Roku 1642 byl farářem v Drahovcích u Piešťan. V Trenčíně vydal latinskou elegii na léčivé prameny v Piešťanech.

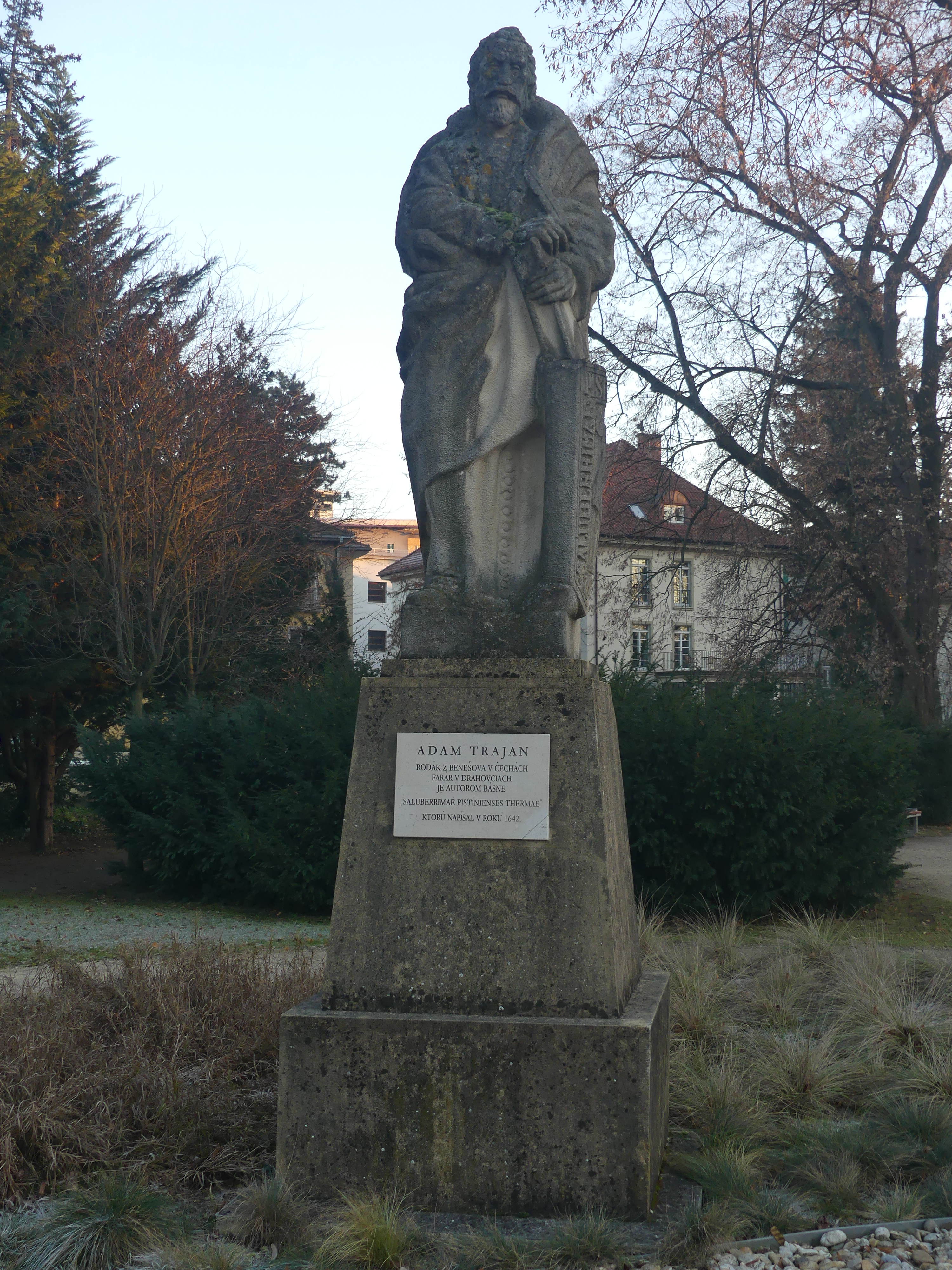
Památník v Piešťanech.

Adam Trajan je autorem českých a latinských spisů a básní. Roku 1624 přeložil do češtiny latinské dílo německého spisovatele Gaspara Ense pod názvem Belli civilis in Belgio per Quadraginta fera continuos annos gesti Historia, ad praesens usque tempus deducta, které věnoval Václavovi Markvartovi Schaffmanovi z Hemerlosu a na Kunkovicích.

## Dílo
- Extrakt Hystoryi o Walkach Nydrlandskych a Francauskych w němž se přjčiny, začatek, zrust a přjhody dotčených walek upřjmně a prawdjwě wypisugj z Kasspara Ens Latinskeho skrybenta wyňaty od Adama Trajana Beneschowskeho MDCXXIV. Uloženo v Moravské zemské knihovně v Brně pod sig. RKP-0047.985.[2]